# デニッシュ (お笑いコンビ)
デニッシュは日本のお笑いコンビ。2006年6月結成。山中企画を経てフリーとなり、2009年10月よりワタナベエンターテインメント所属。2010年5月10日をもって解散。

## メンバー
- 中村 力（なかむら つとむ、1979年7月19日 - ）

埼玉県寄居町出身。身長169cm。東北生活文化大学 家政学部 卒業。
中学・高校の家庭科と保健の教員免許を持っている。
デニッシュ以前は高校時代の同級生とコンビを組んで活動していたが、このコンビは2年ほどで解散。
デニッシュ解散後、タレントとして活動。『東京ポッド許可局』（TBSラジオ）に出演した際、家事の心得三か条（ゴミ捨て、座り小便、ありがとうの挨拶）などを話し、その場で番組パーソナリティのサンキュータツオらに「中村シュフ」の芸名を勧められ、以後中村シュフとして活動している。
妻は最初のコンビの相方の知り合いで、客の1人だった。結婚前から後の妻の自宅に身を寄せて当時から家事をしていた。2011年3月12日に挙式。2015年時点で、2人（長女・次女）の子持ち。
- 宮下 覚（みやした がく、1978年11月12日 - ）

岩手県盛岡市出身。身長167cm。盛岡市立北陵中学校卒業。東京NSC8期生。
デニッシュ以前、NSC在学中に知り合った人物や中学・高校時代の同級生といくつかのコンビを組んでいたが、いずれも解散。
デニッシュ解散後はピン芸人「ミヤシタガク」として活動。
2014年R-1ぐらんぷり決勝進出。同年よりタイタン預り、2015年正式所属。

## 略歴
- 2002年4月、宮下がNSCに入学。漫才コンビをいくつか組んでいたが解散。
- 2006年6月、山中伊知郎の主催する浅井企画お笑いタレントセミナー出身で、その時期お互いピンで活動していた中村と宮下がコンビを結成。芸歴は宮下が先輩だが、浅井企画では中村が先輩。
- 2006年11月、『エンタの神様』に宮下が「わびのサトシ」というキャラで初登場。
- M-1グランプリ2006では、東京の事務所に所属しながら再エントリーのため大阪大会に挑戦。吉本興業のコンビがひしめき合う完全アウェーの中、準決勝まで勝ち上がった。
- 2007年8月、山中企画より独立。さらなる飛躍のためフリーに。
- 2008年10月、ワタナベコメディスクール「お笑いタレントコース」入学。
- 2009年9月、同スクール卒業。（卒業ライブにて観客投票1位）
- 2009年10月、ワタナベエンターテインメント所属となる。
- 2010年5月、解散。

## 単独ライブ
- 2007年
  - 03月23日 - 「デニッシュ単独ライブ」（新宿Fu-）
  - 05月26日 - 「デニッシュ単独ライブ vol.2」（新宿Fu-）
  - 07月29日 - 「デニッシュ単独ライブ vol.3」（新宿Fu-）

## 出演

### テレビ
- エンタの神様（日本テレビ）- 2006年11月25日、キャッチコピーは「笑いの業務連絡」。（宮下のみ）
- Rのていおう（関西テレビ）- 2014年3月2日、ミヤシタのみ
- ハピくるっ!（関西テレビ）- 2014年3月4日、ミヤシタのみ
- R-1ぐらんぷり 2014 決勝戦（関西テレビ・フジテレビ系）　ミヤシタのみ[いつ?]
- あらびき団 オールナイト祭（TBS、2016年12月28日）　ミヤシタのみ
- 目指せ!! アウトレット芸人4（千葉テレビ、2017年5月10日）　ミヤシタのみ
- 朝まであらびき団スペシャル あら-1グランプリ2017（TBS、2017年12月29日）　ミヤシタのみ
- 朝まであらびき団SP あら1グランプリ2018（TBS、2018年12月29日）　ミヤシタのみ

### ラジオ
- 東京ポッド許可局（TBSラジオ）　中村のみ[いつ?]
- PRENCOの気分は☆グルービー!!!（TOKYO FM）- 2013年8月22日、中村のみ
- マイナビ Laughter Night（TBSラジオ、2015年10月24日、2016年1月16日・2月27日・4月9日、2018年2月23日・4月27日・11月2日、2019年1月4日）　ミヤシタのみ
- 爆笑問題のUSEN-MAN（SMART USEN、不定期出演）　ミヤシタのみ
- 火曜JUNK爆笑問題カーボーイ（TBSラジオ、2018年7月3日）　ミヤシタのみ
- monaka（NACK5、2018年7月9日）　ミヤシタのみ
- God Bless Saturday（FMヨコハマ、2019年01月26日）　ミヤシタのみ

### インターネット
- R藤本のユーモアチャンネル（ニコニコ生放送）- ミヤシタのみ[いつ?]
- 動くミヤシタガク - ミヤシタのみ

## 著書
- 主夫になってはじめてわかった主婦のこと（猿江商會）- 中村シュフ・著

## 連載
- レタスクラブ（角川マガジンズ）- 中村シュフ連載